# Stanley Stanczyk
Stanley Stanczyk (n. 10 mai 1925, Armstrong⁠(d), Comitatul Fond du Lac, Wisconsin, SUA – d. 3 iulie 1997, Miami, Florida, SUA) a fost un halterofil ce a reprezentat Statele Unite ale Americii, medaliat olimpic. A participat la 2 ediții ale Jocurilor Olimpice (1948, 1952) în care a câștigat o medalie de aur și o medalie de argint.